# 265 Dywizja Strzelecka (ZSRR)
265 Dywizja Strzelecka (ros. 265-я стрелковая дивизия) – związek taktyczny (dywizja) Armii Czerwonej.
Sformowana w 1941, w związku z niemiecką agresją na ZSRR, w Sofrino. Przeszła szlak bojowy spod Leningradu, przez Łotwę i Polskę do Niemiec. Walczyła do ostatnich dni wojny na ulicach Berlina, z SS-manami. 2 maja dywizja przyjęła kapitulację berlińskich wojsk niemieckich, wzięła do niewoli kilkoro faszystowskich urzędników.